# جان ای. دیویس
جان ای. دیویس (انگلیسی: John A. Davis؛ زادهٔ ۲۶ اکتبر ۱۹۶۱) کارگردان، فیلم‌نامه‌نویس و تهیه‌کننده اهل ایالات متحده آمریکا است. وی از سال ۱۹۸۱ میلادی تاکنون مشغول فعالیت بوده‌است.